# Морозов, Михаил Назарович
Михаил Назарович Морозов (1913—1965) — подполковник Советской Армии, участник Великой Отечественной войны, Герой Советского Союза (1944).

## Биография
Родился 22 октября (9 октября ― по старому стилю) 1913 года в городе Семёнов (ныне — Нижегородская область). После окончания семилетней школы работал на электростанции. В 1932 году был призван на службу в Рабоче-крестьянскую Красную Армию. В 1933 году он окончил Харьковское военное училище НКВД СССР, после чего служил в погранвойсках. В 1941 году окончил пограншколу. С 1941 года — на фронтах Великой Отечественной войны. За время войны три раза был ранен.
К ноябрю 1943 года майор Михаил Морозов командовал 615-м стрелковым полком 167-й стрелковой дивизии 38-й армии 1-го Украинского фронта. Отличился во время освобождения Киева. 3 ноября 1943 года его полк успешно действовал в боях за посёлок Пуща-Водица (ныне — в черте Киева), а 5 ноября ворвался на окраину самого Киева.
Указом Президиума Верховного Совета СССР «О присвоении звания Героя Советского Союза генералам, офицерскому, сержантскому и рядовому составу Красной Армии» от 10 января 1944 года за «образцовое выполнение боевых заданий командования на фронте борьбы с немецко-фашистскими захватчиками и проявленные при этом отвагу и геройство» был удостоен высокого звания Героя Советского Союза с вручением ордена Ленина и медали «Золотая Звезда» за номером 3604.
В 1946 году был уволен в запас в звании подполковника. Проживал в Семёнове, затем в Ростове-на-Дону, Коростене. Умер 1 октября 1965 года.
Был также награждён двумя орденами Красного Знамени, орденом Красной Звезды и рядом медалей.
В его честь названа улица в Семёнове.